# Finland op het Eurovisiesongfestival 1993
Finland nam in 1993 deel aan het Eurovisiesongfestival in Millstreet, Ierland. Het was de tweeëndertigste deelname van het land op het festival. Het land werd vertegenwoordigd door Katri Helena met het lied Tule luo.

## Selectieprocedure
De finale werd gehouden in de studio's van de nationale omroep in Helsinki.
In totaal deden 8 artiesten mee aan deze nationale finale.
De winnaar werd aangeduid door 11 regionale jury's.
| Volgorde | Artiest          | Lied                         | Punten | Plaats |
| -------- | ---------------- | ---------------------------- | ------ | ------ |
| 1        | Paula Koivuniemi | "Päivä kerrallaan"           | 37     | 6      |
| 2        | Katri Helena     | "Tule luo"                   | 96     | 1      |
| 3        | Arja Koriseva    | "Vain taivas yksin tietää"   | 65     | 3      |
| 4        | Marjorie         | "Legenda"                    | 52     | 4      |
| 5        | Paula Koivuniemi | "Sammunut rakkaus"           | 21     | 8      |
| 6        | Katri Helena     | "Viesti"                     | 48     | 5      |
| 7        | Arja Koriseva    | "Sulta laulun sain"          | 77     | 2      |
| 8        | Marjorie         | "Aika eteenpäin vain kulkee" | 33     | 7      |

## In Millstreet
Op het Eurovisiesongfestival zelf trad Finland als 17de van 25 deelnemers aan, na Slovenië en voor Bosnië-Herzegovina. Aan het einde van de puntentelling stond Finland op een 17de plaats met 20 punten.
België en Nederland gaven geen punten aan de Finse inzending.

### Gekregen punten

#### Finale
| 12 punten | 10 punten | 8 punten      | 7 punten            | 6 punten |
| --------- | --------- | ------------- | ------------------- | -------- |
|           |           | - Griekenland |                     |          |
| 5 punten  | 4 punten  | 3 punten      | 2 punten            | 1 punt   |
| - IJsland |           | - Turkije     | - Luxemburg - Malta |          |

### Punten gegeven door Finland

#### Finale
Punten gegeven in de finale:
| 12 punten | Noorwegen           |
| 10 punten | Spanje              |
| 8 punten  | Italië              |
| 7 punten  | Zweden              |
| 6 punten  | Griekenland         |
| 5 punten  | Verenigd Koninkrijk |
| 4 punten  | Zwitserland         |
| 3 punten  | Ierland             |
| 2 punten  | Portugal            |
| 1 punt    | Frankrijk           |

1961 · 1962 · 1963 · 1964 · 1965 · 1966 · 1967 · 1968 · 1969 · 1970 · 1971 · 1972 · 1973 · 1974 · 1975 · 1976 · 1977 · 1978 · 1979 · 1980 · 1981 · 1982 · 1983 · 1984 · 1985 · 1986 · 1987 · 1988 · 1989 · 1990 · 1991 · 1992 · 1993 · 1994 · 1995 · 1996 · 1997 · 1998 · 1999 · 2000 · 2001 · 2002 · 2003 · 2004 · 2005 · 2006 · 2007 · 2008 · 2009 · 2010 · 2011 · 2012 · 2013 · 2014 · 2015 · 2016 · 2017 · 2018 · 2019 · 2020 · 2021 · 2022 · 2023 · 2024 · 2025